# Celler Cooperatiu de les Cabanyes
El Celler Cooperatiu de les Cabanyes és un edifici de les Cabanyes (Alt Penedès) inclòs a l'Inventari del Patrimoni Arquitectònic de Catalunya.

## Descripció
És un edifici industrial situat als afores del nucli urbà de les Cabanyes. És format per dues naus longitudinals i una transversal. La coberta és a dues vessant, sobre encavallades de fusta. Els elements més remarcables d'aquest conjunt són les finestres i portes, on s'ha utilitzat el maó vist com a element constructiu i ornamental.

## Història
La Bodega Cooperativa va iniciar-se el 1919, d'acord amb la inscripció que figura a la façana, i les obres va perllongar-se fins al 1921. Ha sofert diverses modificacions i ampliacions al llarg del temps.